# 香港跨年倒數
香港跨年倒數（英語：Hong Kong New Year Countdown Celebrations，前稱香港除夕倒數）是香港自2007年12月31日除夕開始，每年於維多利亞港兩岸舉辦的大型跨年倒數活動，由香港旅遊發展局主辦，是香港繽紛冬日巡禮的焦點節目之一。2007-2012年在港島國際金融中心摩天大樓舉行煙火匯演，2013年，香港除夕倒數由新世界贊助並有水上煙火匯演。2014年起，維港舉辦大型跨年煙花匯演到現在。
此活動歷年的官方名稱、舉辦地點及形式因應贊助商變動、反對逃犯條例修訂草案運動及2019冠狀病毒病香港疫情而多次改變。
活動舉行期間，以合約形式獲得授權的本地電視台負責製作節目並提供電視直播。香港旅遊發展局亦另行提供網上直播。

## 歷史
活動起初以香港國際金融中心二期為重點地標，並於其外牆發放煙火，曾屬世界上較罕見的摩天大樓式煙火匯演之一。舉辦數年後，2012年的活動因主力贊助商新鴻基地產和恆基兆業退出贊助而險遭取消，但最後因成功覓得新贊助商香港賽馬會而繼續舉行。
2013年起由新世界發展有限公司贊助的倒數活動規模增大，更改為以香港會議展覽中心作重點地標的海上煙火匯演。2016年起，煙火匯演部分延長至十分鐘。
因反對逃犯條例修訂草案運動，旅發局宣布取消2020年的大型煙花匯演，改為加強版幻彩詠香江和加插大抽獎取代煙花匯演，這是香港首次因社會問題而取消。及後2021年及2022年均因為2019冠狀病毒病香港疫情而取消大型煙花匯演，2021年改為網上倒數；2022年則改為舉辦「香港跨年倒數演唱會」。

## 歷年活動

### 2008年－2012年：「幻彩詠香江除夕倒數」及「除夕倒數詠香江」

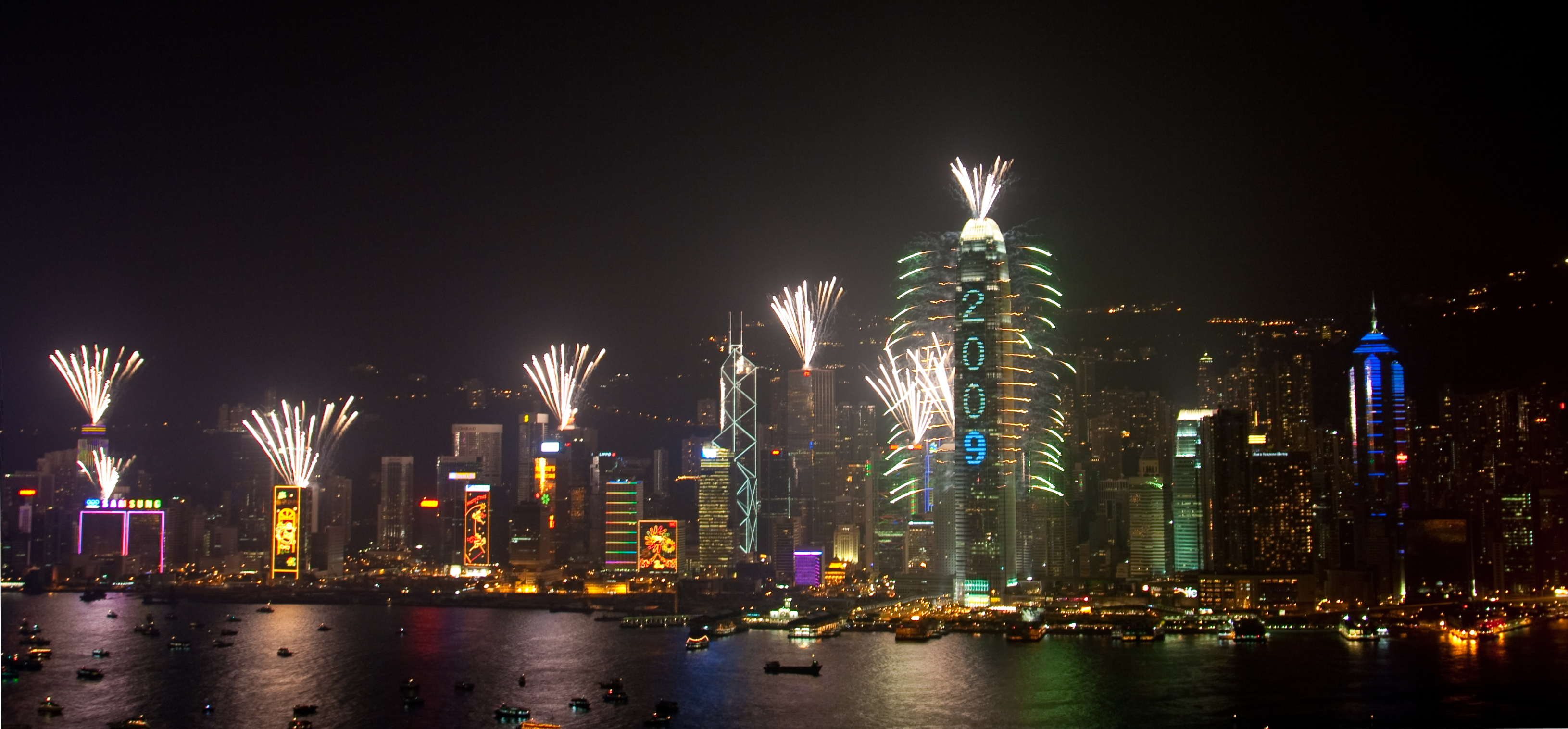
「除夕倒數詠香江」（2009年）

2007年12月31日，當晚首次於香港國際金融中心舉辦倒數活動「幻彩詠香江除夕倒數」，於國際金融中心二期外牆及香港島多座大廈發放煙火，慶祝踏入2008年。香港數碼地面電視亦於在當天正式啟播，此活動的電視直播順理成章地首次採用高清製作，亦是首次作全球播放的香港倒數活動。翌年起活動官方名稱改為「除夕倒數詠香江」，這個於國際金融中心舉辦的倒數活動一直持續每年舉辦至2012年。

### 2013年－2015年：「新年·新世界·香港除夕倒數」

#### 2013年
由新世界發展贊助

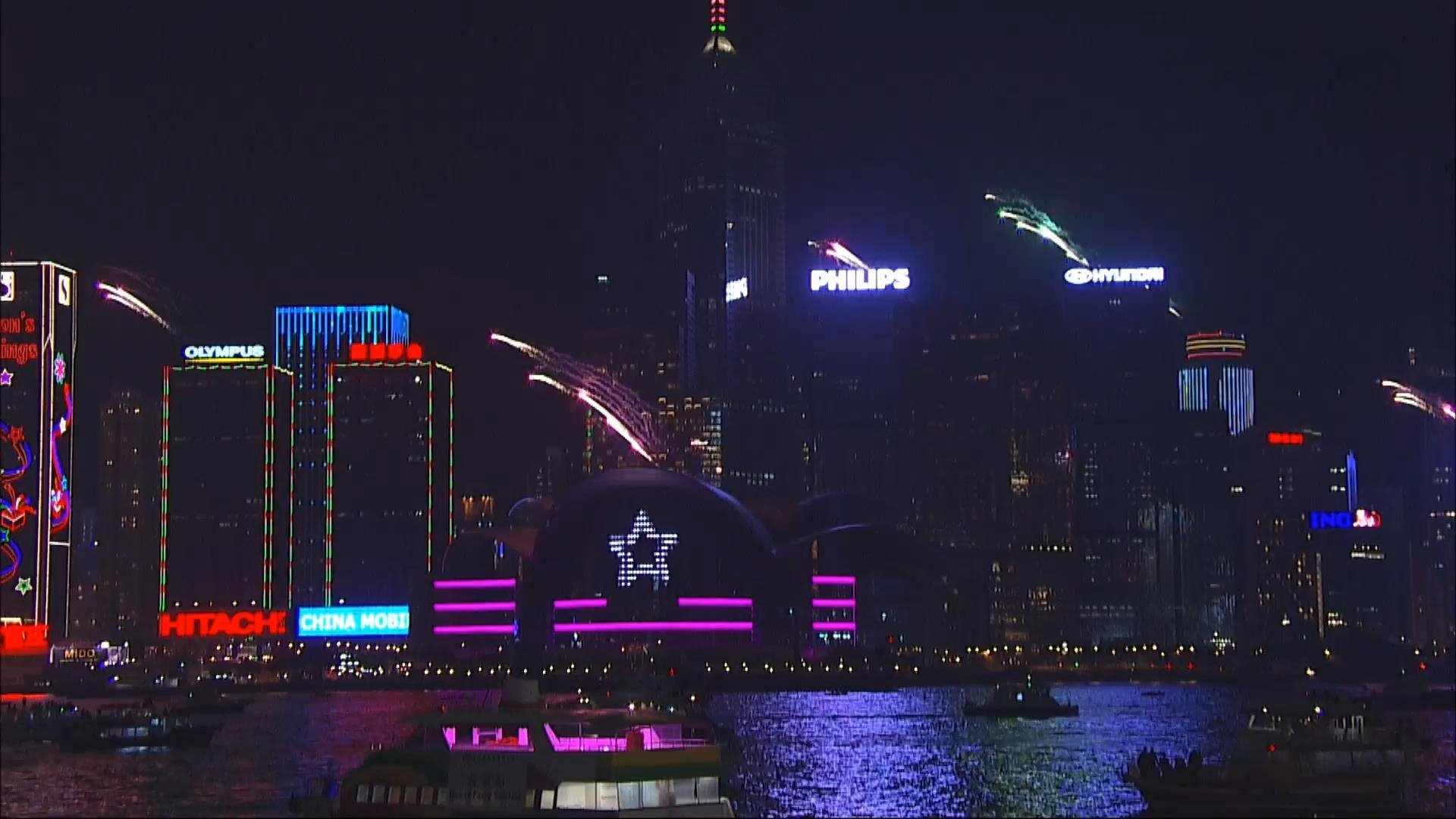
於2013年的「新年·新世界·香港除夕倒數」中，發放代表愛的「流星」煙火

香港旅遊發展局於官方網頁上，透露是次活動的贊助商轉成新世界發展有限公司。重點地標則轉移到香港會議展覽中心，而非往年一直沿用的表演地標國際金融中心二期，雖然網頁上表示「層層延伸至附近多幢建築物」，直至2025年的跨年煙花國際金融中心二期才有亮燈。
- 在2012年12月31日晚上11時正開始，每隔15分鐘，灣仔沿海六幢建築物會分4次發射分別代表事業、財富、健康及愛的「流星煙火」，為來年許下美好心願。在發射前數分鐘，香港會議展覽中心外牆上的巨型螢幕會顯示「見流星·即許願」的字眼，並於即將發射時顯示旋轉星形符號，提醒市民把握機會許願。

- 當踏入2012年的最後一分鐘，香港會議展覽中心外牆上的巨型螢幕，顯示60秒的倒數。在最後10秒時，香港會議展覽中心及灣仔五幢參與的大廈的樓頂亦會逐一發放從10至1的數字圖案煙火，進行最後10秒的倒數。

- 倒數完畢，即踏入2013年零時零分，大型煙火匯演便隨即進行。維港海面上13艘煙花船、香港會議展覽中心及灣仔五幢參與的大廈的樓頂發放歷時約8分鐘的煙火，K11及維多利亞港兩岸會發放鐳射燈光以加配合。

#### 2014年
由新世界發展贊助
- 在2013年12月31日晚上11時正開始，每隔15分鐘，灣仔及金鐘沿海七幢建築物會分4次發射分別代表事業、財富、健康及愛的「流星煙火」，為來年許下美好心願。在發射前數分鐘，香港會議展覽中心側面的巨型螢幕會顯示「見流星·即許願」的字眼，並於即將發射時顯示旋轉星形符號，提醒市民把握機會許願。

- 當踏入2013年的最後一分鐘，香港會議展覽中心側面的巨型螢幕，顯示60秒的倒數。在最後10秒時，灣仔及金鐘七幢參與的大廈的樓頂及維港海面上其中3艘煙花船亦會逐一發放銀色煙火，進行最後10秒的倒數。

- 倒數完畢，即踏入2014年零時零分，大型煙花匯演便隨即進行。維港海面上25艘煙花船及灣仔及金鐘七幢參與的大廈的樓頂發放歷時約8分鐘的煙火，施放「心形」及「笑臉」等特色圖案。香港會議展覽中心側會發放鐳射燈光以加配合。

#### 2015年
由新世界發展贊助
- 在2014年12月31日香港時間晚上11時正開始，每隔15分鐘，灣仔及金鐘沿海六幢建築物會分4次發射分別代表事業、財富、健康及愛的「流星煙火」，為來年許下美好心願。

- 當踏入2014年的最後一分鐘，主禮嘉賓在駛出維港海面的天星小輪上進行啟動儀式。啟動儀式後，香港會議展覽中心外牆上的巨型螢幕開始進行除夕倒數。倒數完畢，即踏入2015年零時零分，大型煙花匯演便隨即進行。維港海面上3艘躉船及多艘浮船發放歷時約8分鐘的煙花，灣仔及金鐘六幢參與的大廈發放樓頂煙火，維多利亞港兩岸發放鐳射燈光以加配合。

- 是次活動較往年更有特色，例如香港會議展覽中心外牆上加設面積65米×30米的巨型高清螢幕，大會亦於活動期間將影像投射於香港文化中心外牆，特意在香港藝術館至尖沙咀鐘樓一帶增設飄雪效果，營造白色除夕、首次邀請到香港樂壇天后容祖兒到場獻唱，首次與熱門社交應用程式LINE合作，角色熊大和兔兔現身於螢幕中，帶動全場氣氛。煙花匯演較往年更密集、更緊湊。特色煙花計有象徵來年圓滿的「圓球」及「環狀」煙花、新一年帶來希望的「彩虹」煙花及隨風飄揚的「燈籠」煙花等。

### 2016年－2019年：「香港除夕倒數」

#### 2016年
由中滔環保贊助

#### 2017年
由中國銀行（香港）贊助

#### 2018年
由中國旅遊集團贊助

#### 2019年
由交通銀行贊助

### 2020年－2022年：規模縮減及網上倒數活動

#### 2020年

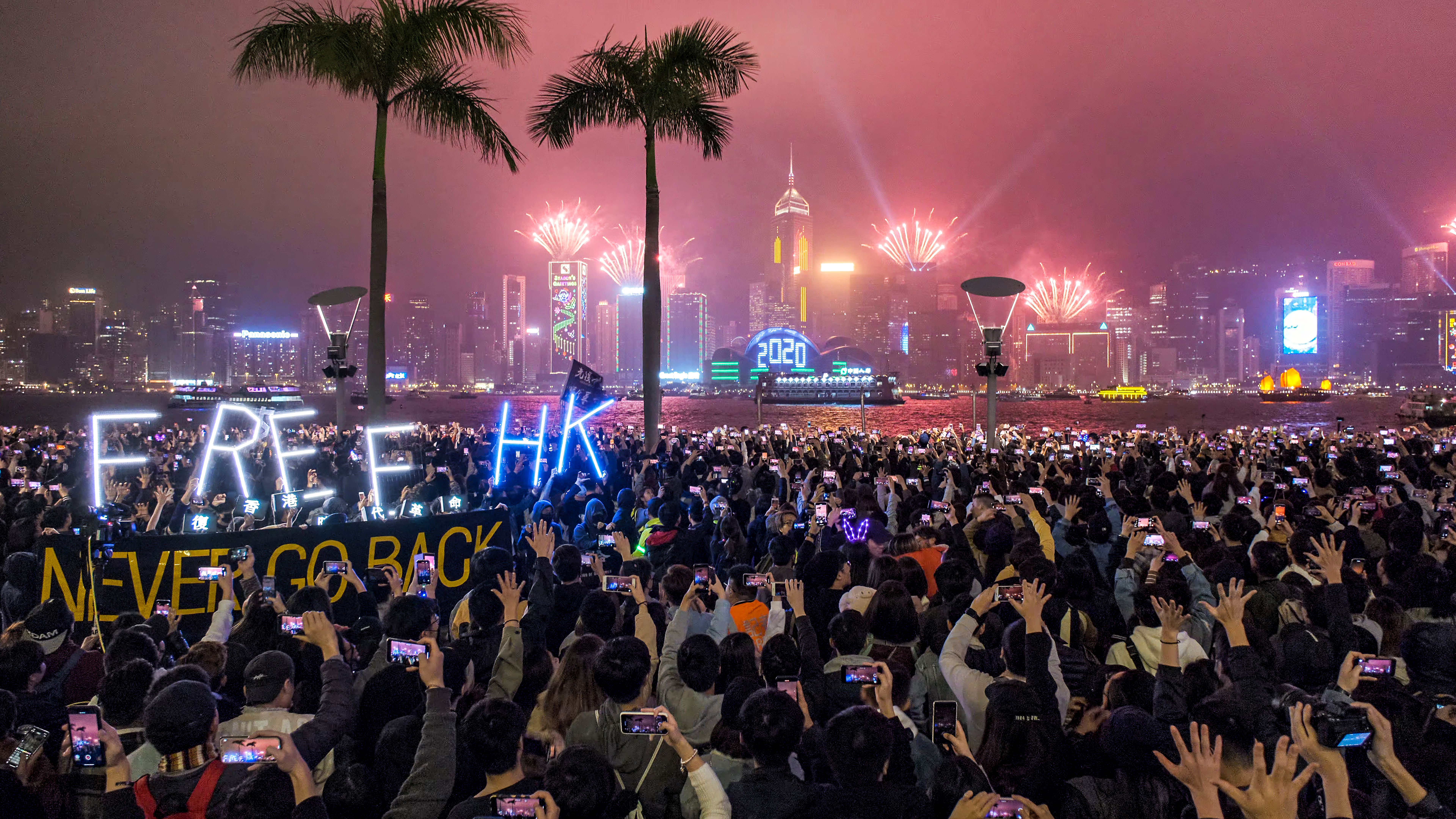
維港除夕倒數變成加強版幻彩詠香江，尖沙咀海旁的市民高舉FREE HK熒光指示牌和高叫「光復香港 時代革命」

因反修例示威引起的社會氣氛問題，取消除夕煙花倒數，改以ViuTV、港台電視32、now直播台和無綫新聞台等電視台現場直播形式直播加強版幻彩詠香江，並推出除夕倒數大抽獎取代煙花匯演。晚上約10時，海旁一帶人流明顯增多。數百人由鐘樓起步，行至香港藝術館對開聚集，期間高呼口號，舉起「光復香港 時代革命」旗幟，及高唱《願榮光歸香港》。

#### 2021年
2020年，香港在受2019冠狀病毒病疫情影響下取消所有大型慶祝活動。香港旅發局為振興香港旅遊業，原定於2021年1月1日香港時間午夜12時舉辦大型除夕煙花匯演。不過香港爆發第四波疫情，旅發局在2020年12月4日宣佈取消除夕煙花倒數，並推出線上香港除夕倒數。

#### 2022年
香港旅發局因限聚令及2019冠狀病毒病而第三度取消在維多利亞港兩岸舉辦的大型煙花匯演。而除夕倒數活動則改爲移師至西九文化區藝術公園，與ViuTV合辦「香港跨年倒數演唱會」（英語：Hong Kong New Year Countdown Concert）。當晚由歌手江海迦（AGA）、許廷鏗、李幸倪（Gin Lee）、馮允謙、鄭欣宜和男子組合MIRROR獻唱，香港管弦樂團現場音樂表演，並由宋熙年及許博文擔任司儀。
其間，香港旅發局以幻彩詠香江及加插煙火效果迎接2022年，當晚電視直播收視為8.5點。
2022年起，香港除夕倒數的官方名稱更改為「香港跨年倒數」。

### 2023年起：「香港跨年倒數」

#### 2023年
香港旅發局於2022年12月7日宣布於除夕夜在維多利亞港兩岸上演「加強版」幻彩詠香江大型多媒體燈光音樂匯演。活動會於香港島多座大廈頂樓施放煙火，並配以探射燈、激光、LED屏幕圖案和燈光效果，以迎接2023年。

#### 2024年
2024年的香港跨煙花將會為史上面積最大、歷時最長的除夕煙花音樂匯演。屆時將有五艘躉船同時發放的煙花並以四季為調，至午夜時分將響起融合電子音樂的奏鳴曲，展現中西文化的交融，另外，當晚有3座港島地標建築樓頂，將發放四色「許願流星」煙火。警方初步統計近48萬人在維港兩岸觀賞煙花。旅發局稱截至除夕晚上十時，有逾22萬旅客訪港，創2023年單日新高。

## 最佳觀賞位置
以下是除夕倒數煙花匯演最佳公眾觀賞位置：

### 香港島
- 中環新海濱
- 中環9號至10號碼頭一帶
- 金紫荊廣場
- 銅鑼灣避風塘
- 怡和午炮
- 山頂及盧吉道瞭望台
- 中環及灣仔繞道東排風口-香港東岸公園

### 九龍
- 油尖旺區
  - 尖沙咀香港藝術館、香港文化中心至天星碼頭外沿海一帶。
  - 海港城
  - 西九龍藝術文化區（西九文化區）
  - M+
  - 香港故宮文化博物館
  - 新世紀廣場、帝京酒店附近一帶
- 觀塘區
  - 觀塘海濱長廊
  - 茶果嶺海濱公園、翠屏海濱及觀塘行動區
- 黃大仙區
  - 飛鵝山
  - 札山道
  - AIRSIDE
  - 龍翔道觀景台
- 深水埗區
  - 嘉頓山
- 九龍城區
  - 啟德空中花園1331
  - 啟德體育園（體藝館、主場館、青年運動場）
  - 啟德郵輪碼頭
  - 忠義街公園
  - 紅磡站（香港體育館）
  - 紅磡海濱長廊
  - 何文田站、天鑄、瑜一、朗賢峯、皓畋、One Homantin、何文田邨及愛民邨附近一帶
  - 又一城附近一帶
- 其他
  - 香港迪士尼樂園碼頭及附近一帶

### 維多利亞港
- 參加除夕倒數海上遊，從維港觀光船上欣賞匯演。

## 獎項
旅發局宣佈2012年除夕倒數詠香江活動使香港被美國有線電視新聞網評為「全球十大擁有最具特色除夕倒數活動城市之首」。

## 電視直播

### 無綫電視
| 年份   | 播出日期                    | 主題                           | 司儀           | 演出陣容                                                                                           | 播出頻道            |
| 2013年 | 2012年12月31日-2013年1月1日 | 新年·新世界·香港除夕倒數       | 鄧梓峰、陳芷菁 | 胡杏兒、敖嘉年、梁烈唯、胡定欣、王君馨、羅鈞滿、梁証嘉、楊潮凱                                     | 翡翠台、 高清翡翠台 |
| 2014年 | 2013年12月31日-2014年1月1日 | 新年·新世界·香港除夕倒數       | 鄧梓峰、陳芷菁 | 陳奐仁、農夫、鄭俊弘、王梓軒、李璧琦、羅鈞滿、張名雅、楊潮凱、譚嘉儀、李礎業                       | 翡翠台、 高清翡翠台 |
| 2015年 | 2014年12月31日-2015年1月1日 | 新年·新世界·香港除夕倒數       | 鄧梓峰、陳芷菁 | 容祖兒、天堂鳥、張惠雅、羅鈞滿、楊詩敏、鄭世豪、林師傑                                             | 翡翠台、 高清翡翠台 |
| 2016年 | 2015年12月31日-2016年1月1日 | 中滔環保香港除夕倒數           | 鄧梓峰、陳芷菁 | 關心妍、王浩信、王君馨、譚嘉儀、樂瞳、陳鴻碩、姚兵、陳浚霆                                         | 翡翠台、 高清翡翠台 |
| 2017年 | 2016年12月31日-2017年1月1日 | 中銀香港2017香港除夕倒數       | 鄧梓峰、陳芷菁 | 馬浚偉、黃山怡、譚嘉儀、林師傑、張致恆、陳國峰、陳鴻碩、張寶兒                                     | 翡翠台              |
| 2018年 | 2017年12月31日-2018年1月1日 | 中國旅遊90週年2018香港除夕倒數 | 鄧梓峰、陳芷菁 | 陳潔靈、田蕊妮、胡定欣、陳展鵬、狄以達、KellyJackie、伍富橋、謝文欣、星座少女、Pandora樂隊、徐加晴 | 翡翠台              |

### 香港電視娛樂
| 年份   | 播出日期                    | 主題                 | 司儀                                    | 演出陣容 | 播出頻道 |
| 2019年 | 2018年12月31日-2019年1月1日 | 交通銀行香港除夕倒數 | 林曉峰、李昭南                          | 林子祥、AGA、黃劍文、駱振偉、劉卓昕、MIRROR、ERROR                                                                                              | ViuTV    |
| 2020年 | 2019年12月31日-2020年1月1日 | 香港除夕倒數         | 駱振偉、陳俞希                          | AGA、ERROR、陳凱詠、ONE PROMISE、岑樂怡、王頌茵、譚凱倫、余逸思、陳子豐、黃劍文、曾贊學、虞逸峯、陳炳銓、黃奕晨、李昭南、李建邦、英健朗、陳郁憲 | ViuTV    |
| 2022年 | 2021年12月31日-2022年1月1日 | 香港跨年倒數演唱會   | 大會：強尼、宋熙年 廠景：虞逸峯、陳嘉倩 | AGA、許廷鏗、Gin Lee、馮允謙、鄭欣宜、MIRROR、香港管弦樂團                                                                                      | ViuTV    |
| 2024年 | 2023年12月31日-2024年1月1日 | 香港跨年倒數         | 強尼、李昭南                            | COLLAR、田曜誠、黃家灝、施嘉鑫、林欣彤、許廷鏗                                                                                                  | ViuTV    |
| 2025年 | 2024年12月31日-2025年1月1日 | 香港跨年倒數         | 陳安立、李昭南                          | 陳卓賢、柳應廷、邱士縉、邱傲然、邱彥筒、Crash Adams                                                                                             | ViuTV    |

### 無綫電視／香港電視娛樂(ViuTV)／有線寬頻開電視(HOY TV)
| 年份   | 播出日期                    | 主題         | 司儀                                                                      | 演出陣容                             | 播出頻道            |
| 2023年 | 2022年12月31日-2023年1月1日 | 香港跨年倒數 | 大會：朱凱婷 ViuTV廠景：曾贊學、蔡寶欣 HOY TV廠景：嚴崇天、李尚正、盧頌恩 | 張勝量（牛牛）、激鼓、香港花式跳繩隊 | J2、 ViuTV、 HOY TV |

## 其他香港倒數活動
- 香港國際金融中心除夕倒數
- 蘋果倒數（銅鑼灣時代廣場）
- 除夕倒數嘉年華（沙田區）
- 龍騰燈耀慶千禧（為迎接2000年，香港政府聯同全港市民共迎千禧。香港電台第二台（FM94.8-96.9, RTHK Radio 2）以及無綫電視各司儀在跑馬地馬場現場直播的跨千禧倒數節目。無綫電視翡翠台在荃灣沙咀道運動場現場直播《跨世紀錄香港同心齊共創》）
- 齊心同步創90（為迎接1990年的倒數節目）
- TVB娛樂新聞報道：除夕星級倒數派對
- 2020香港除夕倒數大抽獎
- 福佑香江同心邁向（2022—2023）
- 福佑香江同心邁向（2023—2024）
- 福佑香江同心邁向（2024—2025）

## 外部連結
- 新年．新世界．香港除夕倒數 | 香港旅遊發展局 （页面存档备份，存于）
- 新世界發展有限公司於2012年12月18日之新聞稿
- 「香港逗陣行」 - 香港旅遊發展局於社交網站 Facebook 之專頁